# クヌート (小惑星)
クヌート (3004 Knud ) は小惑星帯に位置する小惑星である。イギリス系デンマーク人の天文学者、リチャード・マーティン・ウェストがヨーロッパ南天天文台で発見した。
グリーンランドの極地探検家で、人類学者である、クヌート・ラスムッセンに因んで命名された。